# Prueba ilícita penal
En Derecho Penal, o en concreto en un juicio de carácter penal, donde el propósito es el castigo a quien comete un delito, todos los actos deben ser legales y lícitos, de tal manera que el resultado del juicio sea la condena del culpable y la absolución del inocente.
En este caso ya sea para condenar o para absolver a alguien debe practicarse muchos actos que al ser evacuados en la audiencia de juzgamiento y éstos aceptados por el Tribunal Penal que va a sentenciar, toman el valor de prueba.
Ahora, para adentrarnos en el tema debemos saber como una evidencia o un acto toma el valor de prueba en el proceso penal. En Ecuador, la prueba debe ser obtenida, practicada, evacuada y aceptada; y todos estos actos deben ser realizados bajo la luz de la ley y la justicia, es decir, legales y legítimos.
Para ser aceptada, en un proceso penal, esto es la prueba debe ser conducente, pertinente y eficaz.
Bueno, es justamente aquí donde entra la difícil distinción entre ilegalidad e ilicitud de la prueba penal. Para ayudarnos a aclarar esta situación citamos a Francesco Carnelutti, quien al respecto menciona: “la prueba ilícita (…)se refiere a como la parte ha obtenido la fuente de prueba que luego pretende introducir por un medio de prueba, y la prueba ilegal cuando el medio de prueba se realiza contraviniendo la norma que lo regula”, entonces esto no merece mayor explicación, sin embargo, en el párrafo anterior dijimos que la prueba debe ser obtenida, practicada, evacuada y aceptada para que sea considerada como tal; entonces, la ilicitud de la prueba solo la encontramos en la OBTENCIÓN, mientras que la ilegalidad en todo los demás pasos.
En concreto, la ilicitud de la prueba, se refiere a la violación de los derechos y principios constitucionales y los tratados internacionales sobre derechos humanos, que ahora tienen mayor valor que la Constitución en el Ecuador, los mismos que tienen como fin la defensa de la dignidad de las personas, que si lo vemos desde otro punto de vista, la prueba ilícita penal es la obtenida con violación a la dignidad humana.
Como un paréntesis antes de seguir con la exposición de este tema, debo aclarar que la prueba ilícita penal nada tiene que ver con la “teoría del árbol envenenado”, que podemos encontrarlo en esta página. Esto es fácil distinguir si revisamos el tema, pero como ayuda puedo mencionar que la mencionada teoría tiene que ver únicamente con la ilegalidad de la prueba, mas no con la ilicitud, en un momento lo veremos.[1]
Retomando nuestro tema, esto se puede producir cuando se viola el derecho a la intimidad, la inviolabilidad de domicilio, secreto de correspondencia, integridad humana, entre otros, del procesado o investigado, pero como excepción a todo esto tenemos el derecho al debido proceso, si lo analizamos, tenemos que, la prueba ilegal penal es la que se obtiene violentando cualquier ley que la regula ya sea por procedimiento o práctica; pero esto a la final nos lleva a la violación del derecho Constitucional y consagrado en los convenios de derechos humanos suscritos y ratificados por el Ecuador, Derecho al Debido Proceso.
Orlando Alfonso Rodríguez, en su obra “La prueba ilícita penal”, pg. 30 y 31, manifiesta: “Las normas referentes a la ritualidad de las pruebas son de dos clases:
1. Las instrumentales, contenidas tanto en la Constitución Política como en la normatividad subalterna y apuntalan la eficacia, pertinencia y conducencia.
2. Las de contenido material o sustancial, que protegen derechos y libertades fundamentales individuales referidas, específicamente, por disposición constitucional, al debido proceso”
El mismo autor nos menciona los Casos de ilicitud probatoria, entre ellos acota con 7 puntos, siendo estos:
Es el resultado de la violación, vulneración, afectación, limitación o cercenamiento de un derecho o libertad individual.
Las normas constitucionales son de contenido material por consagrar derechos y libertades fundamentales para los ciudadanos (…).
La ilicitud puede ser producida por el mismo legislador o por actuaciones judiciales.
La prueba ilícita contamina a la pruebas sobrevinientes, aunque estas sea legales, ya sea por consecuencia directa o indirecta.
Por su naturaleza inconstitucional, no ingresa al proceso y si ingresa, debe ser excluida.
La prueba ilícita simplemente es nula de pleno derecho.
Por ser nula de pleno derecho el administrador de justicia no necesita realizar una declaración formal de nulidad.
De igual manera menciona Casos de ilegalidad probatoria, que podemos mencionar: 
“La afectada en la normatividad subalterna, no contentiva de un derecho o libertad fundamental. La califica la norma subalterna, por razones de pertinencia, eficacia o conducencia; o por formular preguntas capciosas, sugestivas, que induzcan al deponente hacia la respuesta que desea el interrogador.”
Se vulneran normas de carácter procesal, que regulan las actuaciones de los funcionarios judiciales como de las partes procesales.
Nunca tiene que ver con la función legislativa, ya que su ilegalidad se encuentra en la práctica.
La ilegalidad solo se refiere a la misma prueba, no es aplicable la teoría de los efectos reflejos. “Es probable que se admita la prueba ilegal en el proceso. Puede tener vocación probatoria y generadora de conocimiento válido para el organismo judicial, sobre la que se puede edificar la resolución a un conflicto motivo de la actuación.” En este punto discrepo con el autor puesto que nada ilegal puede ser tomado en cuenta para sentenciar a una persona. El Estado tiene suficiente poder, capacidad y medios para solucionar e investigar los hechos penales, sobre la base de esto no se le puede permitir que realice actuaciones ilegales y que sean tomadas en cuenta. Además no se puede permitir que para sancionar la ilicitud penal cometida se practique más ilicitudes, es contradictorio y burdo siquiera pensarlo.
Esta prueba es susceptible de ser apreciada por el Tribunal Penal que sentenciará. Necesita de una resolución judicial en que el organismo judicial, de manera expresa la rechaza, la inadmite, precisando si es por inconducencia, impertinencia o ineficacia.
En concreto, y para cerrar el tema de cierta manera, citamos a JOAN PICO I. JUNOY, que en su obra “El derecho de la prueba en el proceso civil” pg. 285 dice: “La diferencia entre la prueba ilícita (…) reside, en el carácter o naturaleza de la norma infringida. Si se trata de un precepto Constitucional, encuadrable entre los que regulan derechos fundamentales, nos hallaremos ante una prueba ilícita, y si la violación es de otro tipo de precepto ante una prueba ilegal (…) la prueba ilegal a diferencia de la prueba ilícita, podrá ser valorada libremente por el juzgador al no existir; a priori, una norma que impida dicha actividad”. 

## La Ineficacia probatoria de la Prueba Ilícita
La Prueba Ilícita, ya entendida en su significado primario como aquella prueba que viola derechos fundamentales o garantías constitucionales, significa en nuestro país que toda prueba así obtenida carece de validez legal, y por ende es nula de pleno derecho, y este efecto tiene fundamento expreso en nuestra Constitución, que establece que “Las pruebas obtenidas o actuadas con violación de la Constitución o la ley, no tendrán validez alguna”
En efecto la ineficacia probatoria de la Prueba Ilícita en el Ecuador se encuentra constitucionalizada, y elevada a nivel de garantía judicial básica, con lo que se asegura la aplicación de este mandato ineludiblemente, más aún cuando en nuestra Carta Magna señala que “Las cortes, tribunales, jueces y autoridades administrativas tendrán la obligación de aplicar las normas de la Constitución que sean pertinentes, aunque la parte interesada no las invoque expresamente.”
Nuestro Código de Procedimiento Penal, el ecuatoriano, preceptuándose que “Toda acción preprocesal o procesal que vulnere garantías constitucionales carecerá de eficacia probatoria alguna…” Así en nuestro país, la prueba ilícita como su efecto inmediato indudablemente representan medios de prueba inválidos, ineficaces, totalmente improductivos a la hora de poder ser valorados por el Juez o Tribunal penal para sustentar una condena. Y, de ser el caso que prueba ilícita sea la única prueba o evidencia de cargo en contra de un acusado sometido a Juicio, el Tribunal Penal, en forma responsable debe absolver en ceñido apego a la ley, porque la invalidez de la prueba primaria viciada de inconstitucionalidad se extiende a las pruebas derivadas de ella. Esto prohíbe al Tribunal Penal sustentar una sentencia en medios de prueba obtenidos con infracción a derechos fundamentales o garantías constitucionales. La ilicitud de la prueba penal, puede provenir, ya sea del ejercicio de la función legislativa o de la actuación misma de los administradores de justicia.
Efectivamente para ser corto y dar por terminado el tema, el legislador, puede crear leyes que atenten a derechos constitucionales, el resultado de estos, teóricamente sería legales pero en el fondo son llictas, entendido que sea la ilegalidad como el cumplimiento estricto de la ley. De Igual manera, el Ejecutivo, por lo menos en nuestro país, es un co-legislador, y para el caso concreto en los Estados de Excepción, puede expedir decretos que violen los derechos constitucionales, que no sean afectados por el Estado de Excepción mismo; en este caso también existe ilicitud de la prueba.
El segundo caso es mucho más común, así tenemos, por ejemplo, cuando un juez constitucional tiene el deber de declara inconstitucional alguna norma y no lo hace, permite que la prueba sea ilícita. El juez penal por su parte debe: No permitir, excluir y no valorar la prueba ilícita, si por cualquier motivo, el juez la admite simplemente está produciendo prueba ilícita penal.